# Richardia grandiflora
Richardia grandiflora là một loài thực vật có hoa trong họ Thiến thảo. Loài này được (Cham. & Schltdl.) Steud. miêu tả khoa học đầu tiên năm 1840.

## Hình ảnh

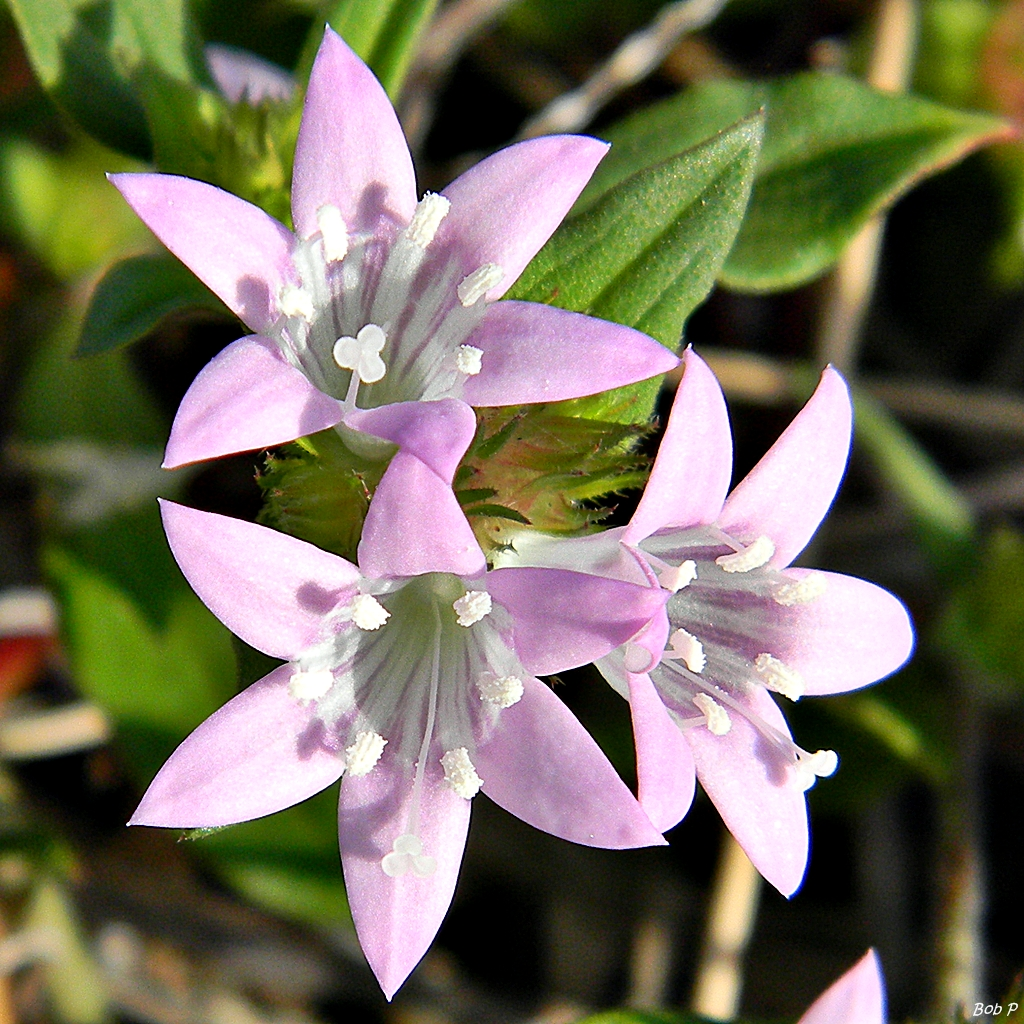
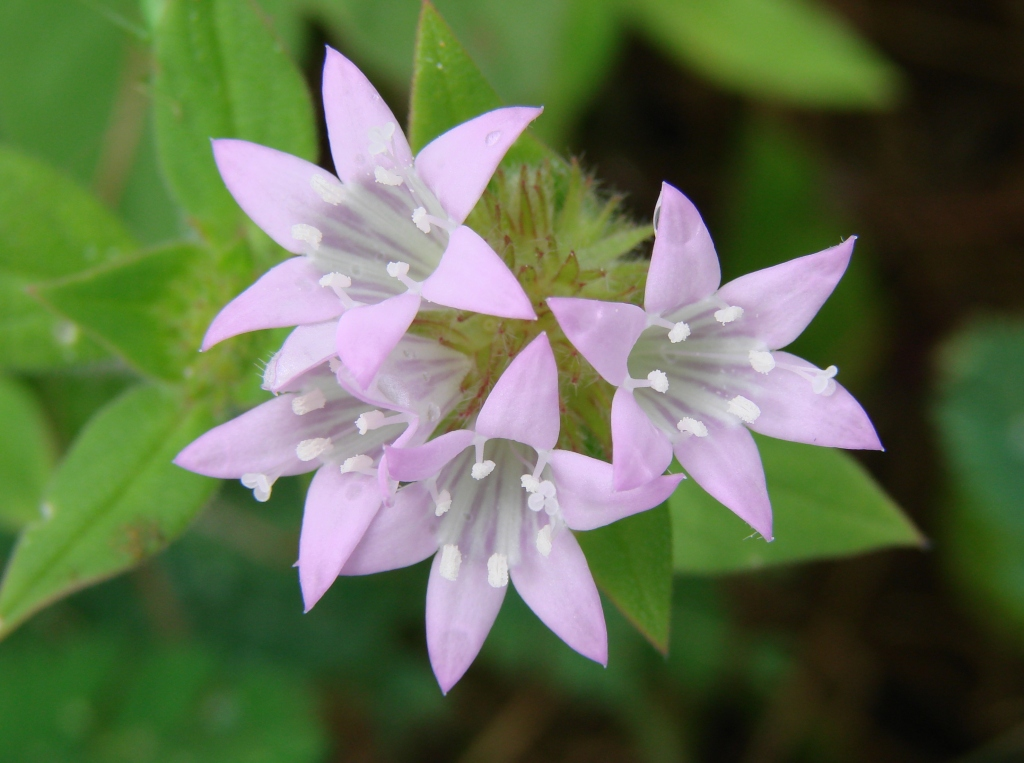
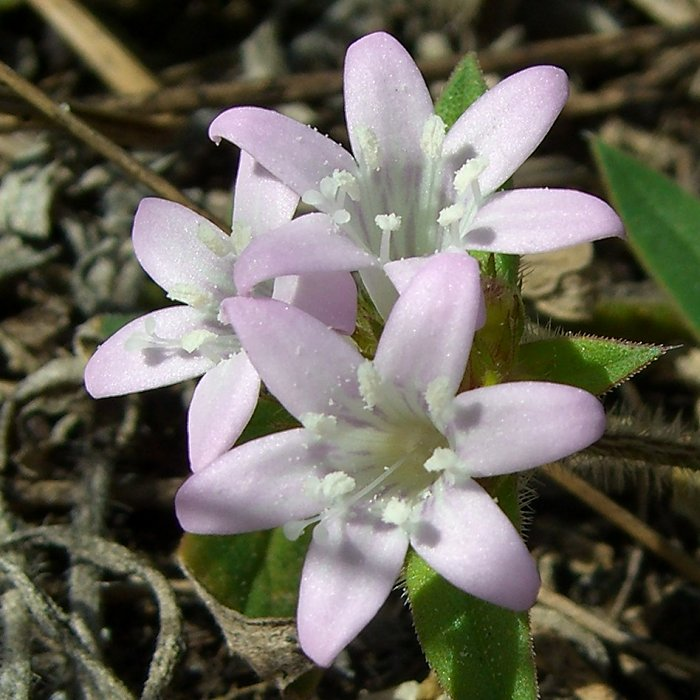
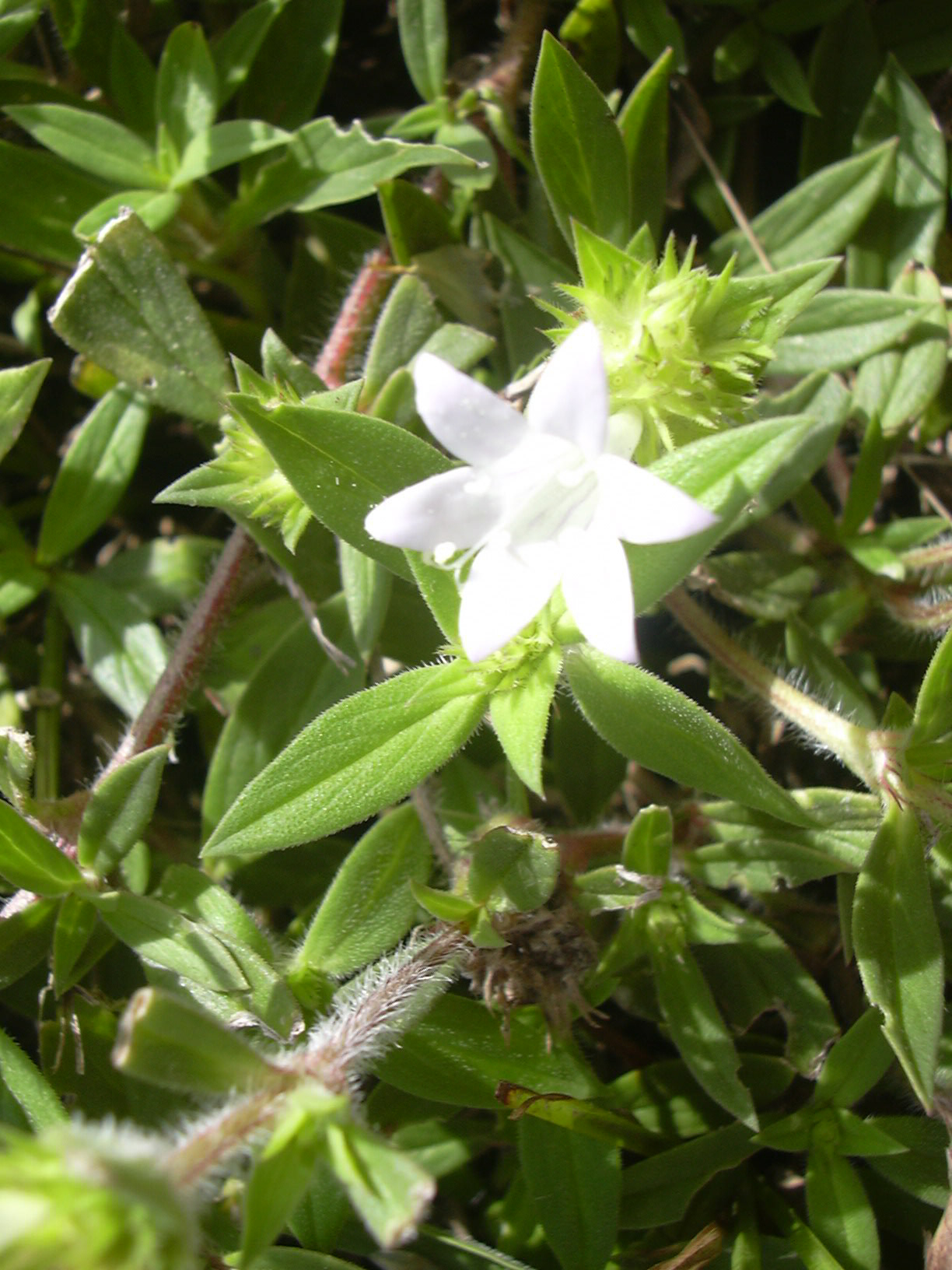